# بورتنيوف (كيبك)
بورتنيوف (بالإنجليزية: Portneuf, Quebec)‏ هي بلدة وبلدية محلية في كيبيك تقع في كندا في Portneuf Regional County Municipality. يقدر عدد سكانها بـ 3,107 نسمة ومساحتها 117.10 كم2 .